# Кронрод, Александр Семёнович
Александр Семёнович Кронрод (22 октября 1921 года, Москва — 6 октября 1986 года, там же) — советский математик, профессор (1966). Основоположник создания направления искусственного интеллекта. Лауреат Сталинской премии (1953).

## Биография
Родился в Москве в семье инженера Семёна Самсоновича Кронрода; семья жила на Остоженке, 13, кв. 11. Математикой заинтересовался будучи школьником под влиянием Д. О. Шклярского, был победителем школьной математической олимпиады.
В 1938 году поступил на механико-математический факультет МГУ. Первая публикация научной работы А. С. Кронрода состоялась в 1939 году (1-й курс МГУ) — в «Известиях Академии Наук СССР» была напечатана его статья о структуре множества точек разрыва функции, дифференцируемой в точках непрерывности.
С началом Великой Отечественной войны был мобилизован на строительство траншей для защиты Москвы, по возвращении с работ повторно подал прошение о вступлении в ряды Вооружённых Сил и вскоре был отправлен на фронт. В зимнем наступлении под Москвой его храбрость принесла не только орден, но и первое серьёзное ранение. В 1943 году был повторно ранен, после чего уволен из рядов Вооружённых Сил по состоянию здоровья.
В 1944 году возобновил обучение в МГУ. Под руководством Н. Н. Лузина создал теорию функций двух переменных, составившую основное содержание его кандидатской диссертации, успешно защищённой в 1949 году в МГУ, причём с присуждением Кронроду сразу степени доктора физико-математических наук (официальные оппоненты — академик АН СССР М. В. Келдыш, академик АН СССР А. Н. Колмогоров, профессор Д. Е. Меньшов).
В 1945—1949 годах работал также на вычислительной кафедре Института атомной энергии им. И. В. Курчатова, где занялся вычислительной математикой и совместно с инженером Николаем Ивановичем Бессоновым создал РВМ — релейную вычислительную машину.
В 1950—1955 годах занимался поиском численных решений физических проблем; за свою работу над проблемами государственной важности был награждён Сталинской премией и Орденом Трудового Красного Знамени.
В начале 1950-х годов возглавлял лабораторию в Институте теоретической и экспериментальной физики (ИТЭФ), предназначенную для решения физических задач, связанных с созданием атомного оружия.
Вёл в МГУ математический кружок для школьников, в котором занимались многие впоследствии знаменитые математики. В 1961 году Кронрод начал работать в московской школе № 7, и его деятельность способствовала развитию математического образования в СССР.
В 1963 году в лаборатории под руководством А. С. Кронрода (ИТЭФ) были начаты работы над первой советской шахматной программой, которая была создана в 1966 году. Первый международный матч шахматных программ состоялся в 1967 году, состязались программа ИТЭФ и программа Стэнфордского университета, созданная под руководством Дж. Мак-Карти. Ходы передавались по телеграфу раз в неделю; матч продолжался целый год и закончился со счётом 3:1 в пользу программы, разработанной в ИТЭФ. Впоследствии, в 1971 году, программа ИТЭФ получила название «Каисса».
В 1968 году был одним из инициаторов письма 99 советских математиков против насильственного заключения в психиатрическую больницу по политическим мотивам А. С. Есенина-Вольпина, после чего был уволен из ИТЭФ.
C 1968 года работал в Институте патентной информации, с 1974 года — в Центр. геофиз. эксп. Министерства нефтяной промышленности СССР. В последние годы жизни заинтересовался проблемами лечения рака. Раздавал раковым больным доставляемый по частным каналам из Болгарии препарат анабол, созданный на основе бактерии Lactobacillus delbrueckii subsp. bulgaricus.
Александр Семёнович Кронрод умер 6 октября 1986 года от третьего инсульта. Похоронен на Донском кладбище (уч. 2).
Как вспоминал Виктор Ильич Варшавский: «Кронрод в 60-х годах написал книгу „Беседы о программировании“. Книга была написана великолепно, и содержала много замечательных задач по программированию». При этом тогда эта книга так и не вышла, будучи опубликована лишь спустя годы благодаря усилиям сына Александра Семеновича, Л. А. Кронрода, и В. Л. Арлазарова (А. С. Кронрод. «Беседы о программировании», УРСС, М., 2004).

## Научные достижения
- создание теории функций двух переменных;
- один из первых советских программистов, основатель дисциплины «искусственного интеллекта» в области игр и экспертных систем;
- выдающийся алгоритмист и руководитель в области информатики;
- задолго до Э. Дейкстры предложил «структурный» способ написания программ;
- выдающийся педагог в области программирования, школа которого признаётся в Европе, Америке и Австралии[16].

## Награды
- Дважды лауреат премии Московского математического общества для молодых учёных (первую премию получил ещё студентом — очень редкий случай, и единственный дважды её лауреат)
- орден Трудового Красного Знамени